# Škoda Octavia II
La Škoda Octavia II est une berline produite par Škoda Auto, entre 2004 et 2013. Elle bénéficie de la banque d'organes de Volkswagen.
L'Octavia deuxième du nom reprend les qualités de la première version et atténue les défauts. Elle améliore notamment l'habitabilité, et rivalise désormais avec les modèles les plus premiums du segment. La finition demeure excellente ainsi que l'équipement pléthorique dès la version de base. Elle profite de la même plateforme que la Volkswagen Golf et de l'Audi A3. Elle s'équipe de moteurs diesel à injecteurs-pompes de 105, 140 et 170 ch pour la RS et de moteurs essence de 102, 115, 160 et 2004 ch pour la RS ; à noter également l'apparition de la boite DSG (double embrayage, mécanique robotisée).
En 2008, l'Octavia bénéficie d'un restylage, changeant radicalement la face avant et l'architecture des feux arrière, la rapprochant de la Superb. À cette occasion elle adopte un 1.4 turbo essence de 122 ch remplaçant le 1.6 de 115 ch.
En 2009, elle remplace son 1.9 TDI de 105 ch par un inédit 1.6 TDI de même puissance mais cette fois équipée d'une rampe commune d'injection et donc moins bruyant. Le Break "Combi" est également renouvelé.
En 2010, Skoda lance un bloc 1.2 TSI 105 dérivé du 1.4 TSI de 122 ch. Le break est également décliné en une version appelé Scout qui bénéficie d'une présentation typée tout-terrain, d'une suspension rehaussée et d'une transmission intégrale.
Les Diesel utilisent, outre un turbo à géométrie variable, l'injection directe à rampe commune en remplacement des injecteurs-pompes très bruyants. Ces moteurs sont déclinés en deux versions : 1,6 105 TDi ou 2.0 140 ch TDi.
Les lumières cachées sous les rétroviseurs extérieurs éclairent le seuil de la voiture. L'équipement est généreux pour le niveau de prix.
Les modèles les plus puissants peuvent disposer de la transmission automatique DSG à 6 rapports.

## Caractéristiques techniques

### Essence
- 1.4 TSI 122 ch - 148 g/km CO2
- 1.8 TSI 160 ch - 158 g/km CO2
- 2.0 TSI RS 200 ch - 175[3] g/km CO2

### Diesel
- 1.6 TDI 105 ch - 119 g/km CO2
- 1.9 TDI 105 ch - 132 g/km CO2
- 2.0 TDI 136 ch - 140[4] g/km CO2
- 2.0 TDI 140 ch - 126 g/km CO2
- 2.0 TDI RS 170 ch - 149 g/km CO2

## Škoda Octavia II Combi
La Škoda Octavia II Combi est la variante break de l'Octavia.

Elle reprend les mêmes moteurs et niveaux de finitions que la berline.